# Ken Oosterbroek
Ken Oosterbroek (* 14. Februar 1963 in Johannesburg; † 18. April 1994 in Thokoza) war ein südafrikanischer Fotograf. Bekannt wurde er durch seine Fotos aus Townships, als dort teilweise bürgerkriegsartige Zustände herrschten.

## Leben
Oosterbroek leistete seinen Wehrdienst unter anderem im Südafrikanischen Grenzkrieg in Angola ab. Er versuchte anschließend lange vergeblich, Arbeit als Pressefotograf zu bekommen, indem er illegal aufgenommene Fotos von anderen Soldaten anbot.
Oosterbroek wurde schließlich als Pressefotograf bei der Tageszeitung The Star angestellt. Nachdem er 1991 zum zweiten Mal als „Südafrikanischer Pressefotograf des Jahres“ ausgezeichnet worden war, wurde er Cheffotograf der Zeitung.
Er bildete zusammen mit den etwa gleichaltrigen Fotografen Kevin Carter, Greg Marinovich und João Silva den informellen Bang-Bang Club. Sie fotografierten oft in Townships und dokumentierten die blutigen Unruhen zwischen Anhängern von African National Congress und Inkatha in der Endphase der Apartheid.
Am 18. April 1994 wurde Oosterbroek bei Fotoaufnahmen im Township Thokoza erschossen. Sein Kollege Greg Marinovich wurde schwer verletzt. Die Schüsse wurden vermutlich von Sicherheitskräften der National Peacekeeping Forces abgegeben, die eigentlich Unruhen zwischen Bewohnern des Townships vermeiden sollten.
Oosterbroek war verheiratet und hatte eine Tochter aus einer früheren Beziehung.

## Folgen
Kevin Carter beging drei Monate nach Oosterbroeks Tod Suizid. In seinem Abschiedsbrief verwies er darauf, hoffentlich bald „bei Ken“ sein zu dürfen.
Eine im Juli 1995 begonnene Untersuchung kam nach 15 Monaten zu dem Ergebnis, dass niemand für die tödlichen Schüsse auf Oosterbroek verantwortlich zu machen sei.

## Ehrungen und Rezeption
- 1989, 1991 und 1994: Erster Preis beim Ilford Award als South African Press Photographer of the Year
- 1992: Zweiter Preis im Wettbewerb World Press Photo in der Kategorie General News[3]
- 2014 erhielt Thuli Mbatha den erstmals vergebenen Ken Oosterbroek Fellowship Award.[4]

## Spielfilm
- The Bang-Bang Club. Kanada/Südafrika 2010